# François Le Verrier de Rousson

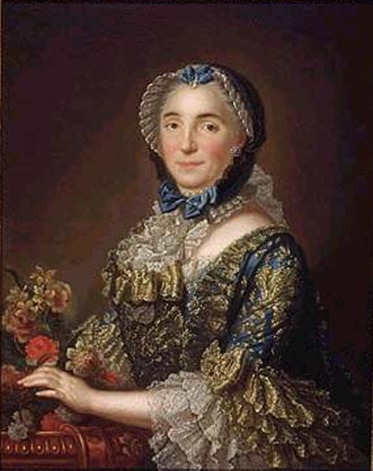
Jeanne-Charlotte de Fleury Deschambault femme de François Le Verrier de Rousson.

François Le Verrier de Rousson ou François Leverrier de Rousson, né en 1656 à Paris et mort le 7 novembre 1732 à Québec, est un mousquetaire du roi, capitaine des troupes de la Marine et major de la ville de Montréal.

## Biographie
François Le Verrier de Rousson était le fils de fils de Nicolas Le Verrier, seigneur de Boisguibert, et de Madeleine Houdon. 
En 1672, il est mousquetaire dans la première compagnie des Mousquetaires du Roi. 
En 1675, il devint cornette de cavalerie dans le régiment de Varennes.
En 1682, il est élevé au grade de lieutenant dans le régiment de La Valette.
Le 17 mars 1687, il accède au grade de capitaine dans les troupes de marine et embarque la même année pour la Nouvelle-France.
Dès 1689, il participe activement à la guerre contre les Amérindiens de la Nation des Iroquois regroupés sous la coalition des Cinq-Nations. Il y sera blessé à deux reprises. En mars 1694, il est promu capitaine et le 5 mars 1695, devint enseigne de vaisseau. 
En 1704, il épousa Jeanne-Charlotte de Fleury Deschambault, fille de Jacques-Alexis de Fleury Deschambault, bailli, procureur puis juge royal à Montréal, et de Marguerite de Chavigny de Berchereau, ainsi que sœur de Joseph de Fleury de La Gorgendière.   
En 1713, il est fait Chevalier de l'Ordre de Saint-Louis
Le 12 mai 1714 il est nommé au poste de major de la ville de Montréal.
En 1725, il remplace Louis de La Porte de Louvigné, qui vient de mourir, comme lieutenant de roi à Québec et quitte son poste de Major de Montréal, fonction qui sera aussitôt occupée par Jacques-Charles de Sabrevois.
François Le Verrier de Rousson meurt en 1732. Sa veuve, se remariera, en 1743, avec Pierre de Rigaud de Vaudreuil, dernier gouverneur de la Nouvelle-France.